# Dastar

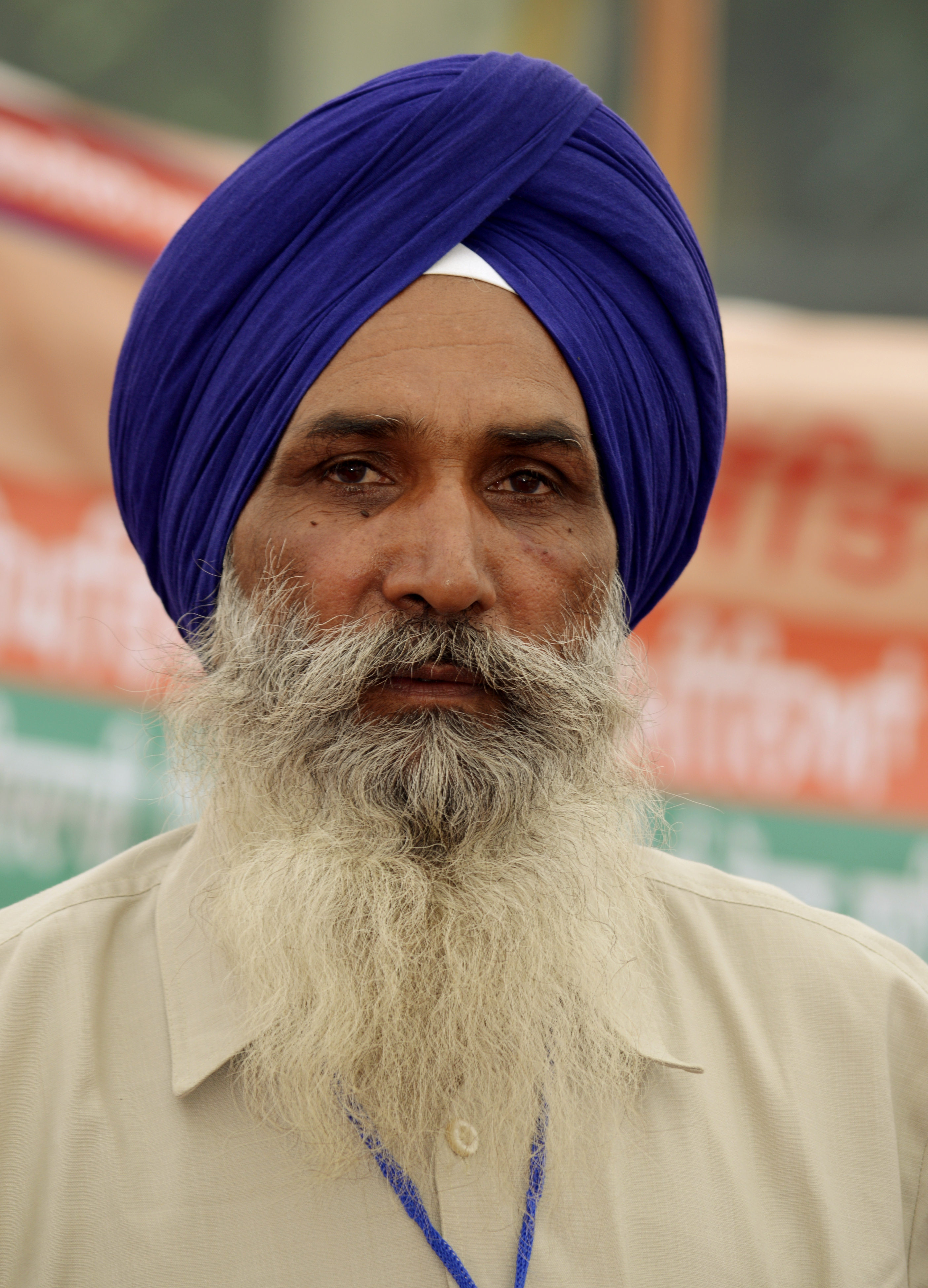
Un hombre sij utilizando un dastar.

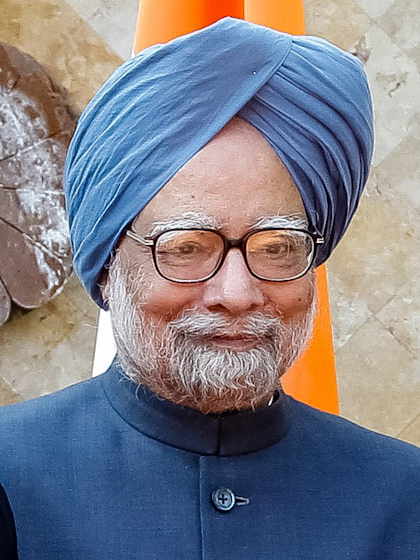
Manmohan Singh, exprimer ministro de la India, utilizando un dastar.

Un dastar (en panyabí: ਦਸਤਾਰ, dastāar, del persa دستار) o pagṛi (en panyabí: ਪਗੜੀ) o pagg (en panyabí: ਪੱਗ), es un tocado asociado con el sijismo y es una parte importante de la cultura sij. Su uso es obligatorio para todos los sij bautizados (amritdhari). Entre los sijes, el dastar es un artículo de fe que representa el honor, el respeto a sí mismo, el coraje, la espiritualidad y la piedad. Los sijes, que guardan las «cinco ks», usan el dastar en parte para cubrir su pelo largo, sin cortar y enrollado, manteniéndolo limpio. Consideran que es una parte importante de la identidad sij. Se utiliza también para mostrar a otros que representan la encarnación de las enseñanzas sij, el amor del gurú y el dogma para hacer buenas obras. En Occidente comúnmente se confunde de forma errónea el dastar con el turbante musulmán.

## Historia
El dastar (término para el turbante originario de la cultura musulmana del norte de la India) ha sido una parte importante de la religión sij desde la época del Primer Gurú. Gurú Angad Dev honró al Gurú Amar Das con un dastar especial cuando fue declarado el próximo Gurú. En el momento en que Gurú Ram Das realizó lo mismo, el Gurú Arjun Dev fue honrado con un dastar.
Bhai Rattan Singh Bhangu, uno de los primeros historiadores sij, escribió en Sri Gur Panth Parkash sobre el dastar, explicando que debe atarse en el cabello dos veces por día. El cabello nunca debe ser cortado o dañado.

## Estilos

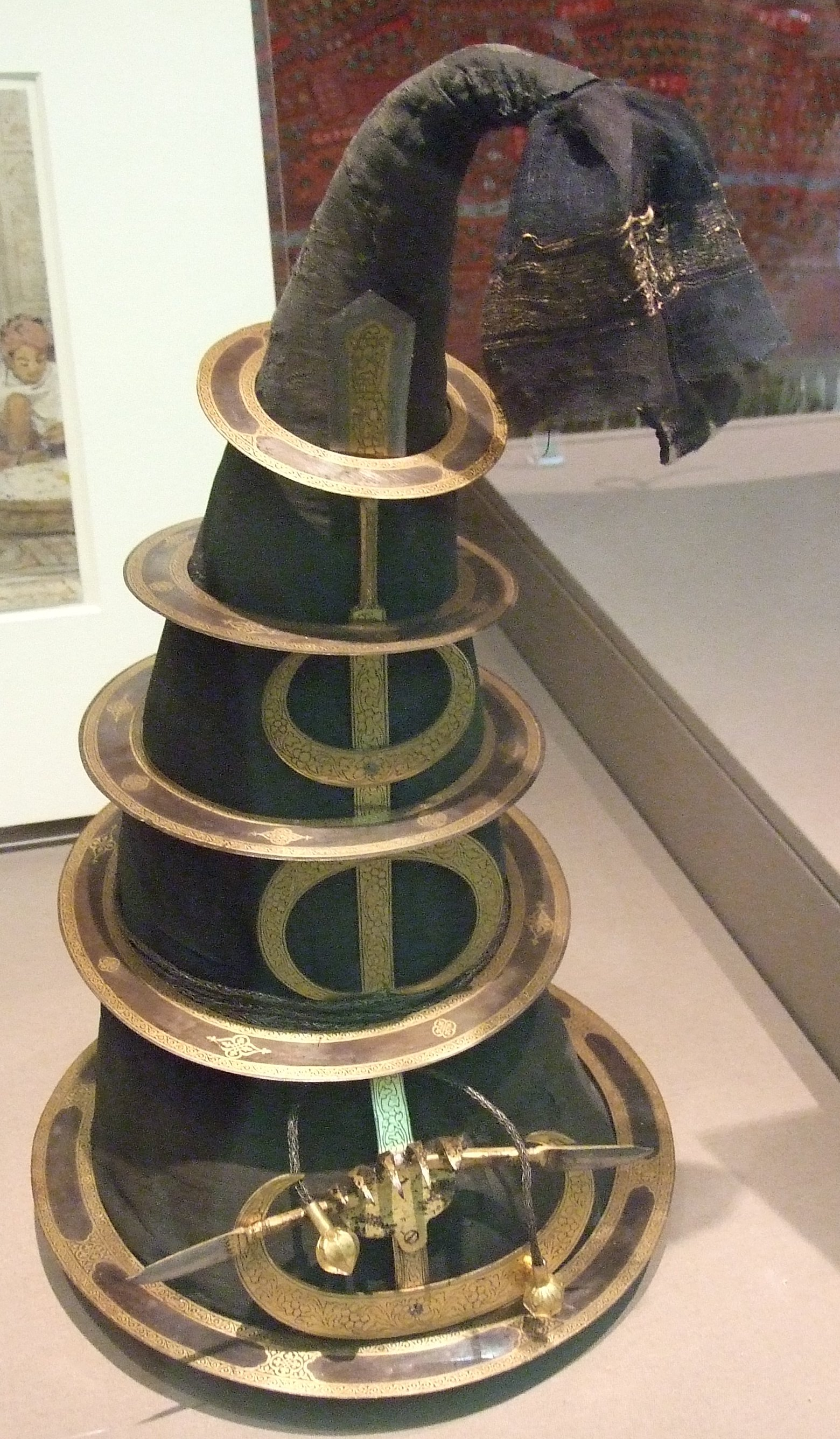
Un dastar bunga.

El dastar bunga es un tipo de dastar usado por una secta específica dentro de los sijes, los Akali Nihangs. Como parte esencial de su fe, los guerreros usaron el turbante, decorándolo con armas pequeñas.

## Colores
El color del dastar puede reflejar la asociación con un grupo particular de sijes, aunque ningunos de los colores populares son exclusivos a cualquier grupo en particular. Los colores son generalmente una cuestión de elección personal en el sijismo; pueden basados en la moda o el gusto, incluso a veces se cambian para hacer coincidir con la ropa utilizada. Hay tradiciones asociadas con algunos colores, por ejemplo el naranja y el negro se usan a menudo en las manifestaciones políticas y protestas mientras que los dastar rojos y rosados se usan en bodas y otros acontecimientos celebratorios.

## Confusión con turbantes musulmanes
Después de los atentados del 11 de septiembre de 2001 en Estados Unidos, varios sijes portadores de dastar enfrentaron ataques de algunos estadounidenses que los confundían con los musulmanes, que estaban siendo asociados con el terrorismo. El Departamento de Justicia de los Estados Unidos trabajó con el Fondo Sij-Americano de Defensa Legal y Educación para publicar un cartel con el objetivo de que los estadounidenses conocieran turbantes sij y los diferenciaran de los musulmanes.

## Conflictos con el uso

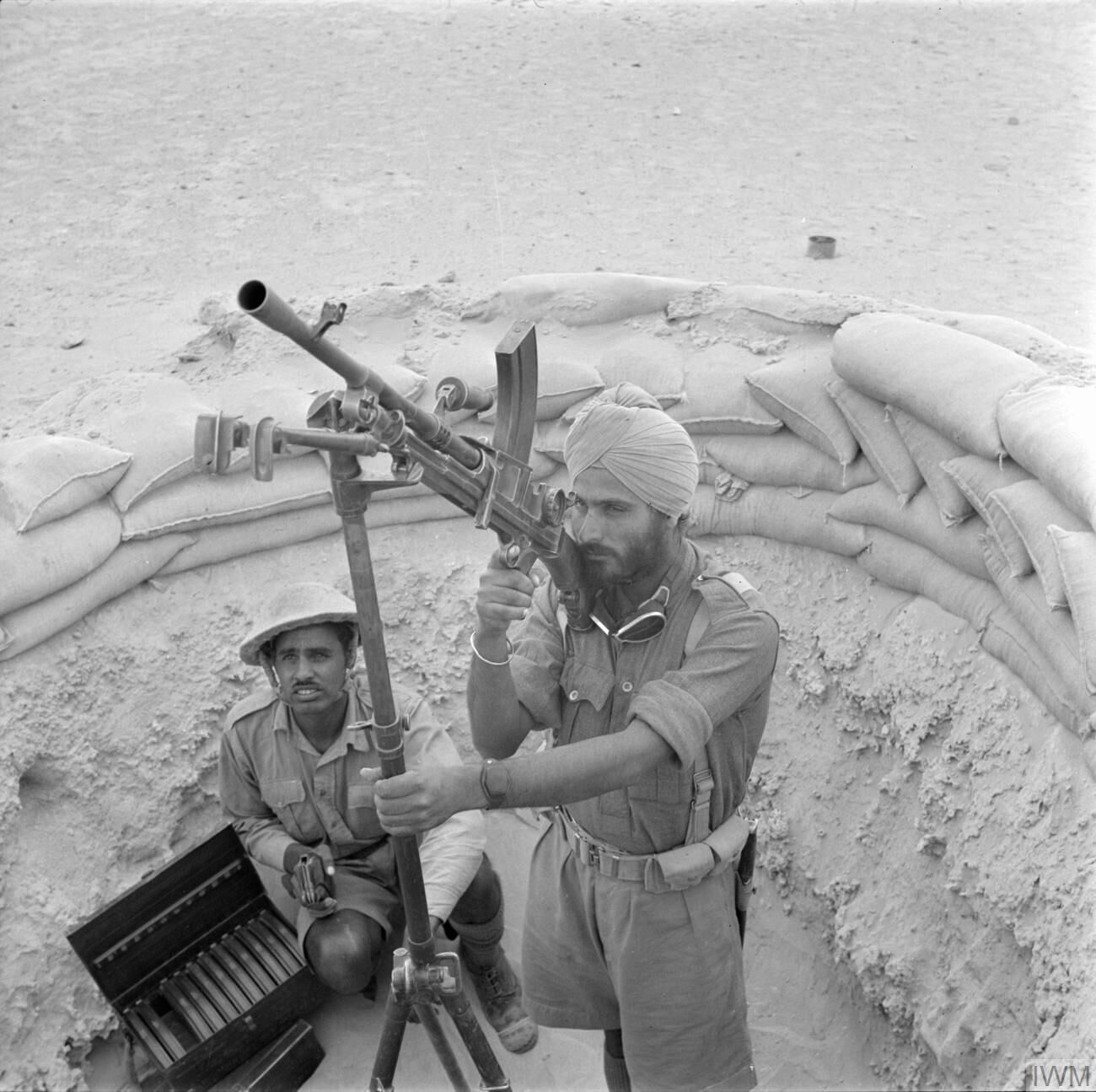
Soldados de la India de la Segunda Guerra Mundial, manipulando una ametralladora ligera Bren. Uno de ellos es sij y lleva puesto un dastar.

En el Reino Unido en 1982, el director de una escuela privada se negó a admitir a un sij como alumno a menos que se quitara su dastar y se cortara el pelo. Esto llevó a una larga batalla legal, un caso que contribuyó a la creación del término legal «etno-religioso».
En Canadá, en 1990, la Corte Suprema de Canadá dictaminó que Baltej Singh Dhillon, un oficial de la Policía Montada del Canadá, podía llevar un dastar mientras estaba de servicio.
En Estados Unidos en 2002, Jasjit Singh Jaggi, un policía de tráfico sij empleado del Departamento de Policía de Nueva York, se vio obligado a abandonar su trabajo porque insistía en usar un dastar durante su servicio. Él reclamó ante la Comisión de Derechos Humanos de Nueva York y en 2004 un juez estadounidense dictaminó que debía ser reincorporado.
En Francia en 2004, la comunidad sij protestó contra la introducción de una ley que prohíbe la exhibición de cualquier símbolo religioso en las escuelas estatales. Un comité de la comunidad instó al Gobierno francés a revisar el proyecto de ley afirmando que la prohibición tendría graves consecuencias para los sijes. El Gobierno de la India discutió el asunto con los funcionarios franceses, quienes declararon que no era posible una excepción para los muchachos sijes para el uso del dastar en las escuelas públicas francesas.
En abril de 2009, el capitán Kamaljit Singh Kalsi y el segundo teniente Tejdeep Singh Rattan impugnaron una orden del Ejército de los Estados Unidos de que retiraran sus dastar y se afeitaran la barba. En marzo de 2010, Rattan se convirtió en el primer sij en graduarse de la Escuela de Oficiales del Ejército en Fort Sam Houston en Texas desde que la exención fue eliminada en 1984, ya que se le concedió una exención por su religión.
En Irlanda, Ravinder Singh Oberoi solicitó ser miembro de una reserva de policías voluntarios pero no se le permitió llevar su dastar. Reclamó sin éxito la discriminación por motivos de raza y religión. La Corte Suprema irlandesa falló en 2013 sobre una cuestión preliminar, expresando que no podía reclamar en virtud de la legislación sobre igualdad de empleo, ya que no era un empleado y no estaba en formación profesional.

### Aceptaciones
En 2012 la prensa británica informó de que un miembro de los guardias escoceses, Jatinderpal Singh Bhullar, se había convertido en el primer guardia sij del palacio de Buckingham que vestía un dastar en lugar del tradicional sombrero de piel de oso.

### Uso de cascos
En varias partes del mundo, los sij están exentos de los requisitos legales de utilizar un casco cuando conducen una motocicleta o una bicicleta, ya que no lo pueden hacer sin quitarse el dastar. Estos lugares incluyen la India, Nepal y las provincias canadienses de Columbia Británica y Manitoba, además del Reino Unido y Queensland.
En 2008, Baljinder Badesha, un sij que vivía en Brampton, perdió un caso judicial en el que se opuso al pago de una multa de 110 dólares recibida por usar un dastar en lugar de un casco mientras montaba su motocicleta.
En septiembre de 2016 un tribunal en Quebec, dictaminó que los camioneros sijes que trabajan en el Puerto de Montreal deben usar cascos cuando sea necesario por razones de seguridad, lo que les obliga a retirar su dastar. El juez declaró que su seguridad superaba su libertad religiosa. Anteriormente los sijes fueron capaces de evitar el uso de cascos si permanecían dentro de su vehículo, pero esto aumentó los tiempos del manejo de la carga y no fue comercialmente aceptable.